# Връзка (филм)
„Връзка“ е българска детска игрална новела от 2022 година на режисьорката Александра Боишина по сценарий на Пламен Николов и Александра Боишина. Оператор е Захари Цонков. Музиката във филма е композирана от Пламен Петков.

## Сюжет
Виктория е ученичка, която се занимава с рисуване, а не с гримове. Сестра й София се занимава с лайкове, а не с книги. Различните им светове се сблъскват с появата на Матей. Той провокира един облог между двете, който поставя началото на една връзка.

## Състав

### Актьорски състав
| Роля      | Изпълнител               |
| --------- | ------------------------ |
| Виктория  | Мартина Троанска         |
| Матей     | Марин Рангелов           |
| София     | Велина Георгиева         |
| майката   | Елена Атанасова          |
| Ани       | Анастасия Леводрашка     |
| Борис     | Гринго - Богдан Григоров |
| Емил      | Александър Георгиев      |
| гамен 1   | Алтила Семенов           |
| гамен 2   | Виктор Стоянов           |
| гамен 3   | Димитър Сомлев           |
| полицай 1 | Иван Пасков              |
| полицай 2 | Стоил Стоилов            |
|           | кучето Ая                |